# Carefully Selected Moments
Carefully Selected Moments ist ein 2008 veröffentlichtes Kompilationsalbum von monochrom, dessen Ziel es war, eine breitgestreute Zusammenstellung des musikalischen Schaffens der Künstlergruppe zu präsentieren.

## Über das Album
Um das 15-jährige Bestehen von monochrom zu feiern, beschlossen die Gruppenmitglieder, eine CD ("ein totes Medium") zu veröffentlichen, auf dem eine Vielzahl an Musikstücken zusammengestellt werden sollte, die seit 1993 für Kunstprojekte, Live-Shows und Theater- und Musical-Performances geschrieben und aufgenommen wurden. Manche der Lieder wurden auf dem Album in der Originalversion veröffentlicht, manche erstmals für das Album aufgenommen. Einige Lieder wurden von Musikern und Musikformation für monochrom neu interpretiert oder remixt. Es handelt sich also nicht im klassischen Sinne um ein "Best-Of"-Album.
Der Gesang wurde in den meisten Fällen von Mitgliedern von monochrom aufgenommen, etwa von Johannes Grenzfurthner, Roland Gratzer und Evelyn Fürlinger.
Das Album versammelt eine Vielzahl an verschiedenen Genres, z. B. Country-Musik, Pop-Musik, elektronische Tanzmusik und experimentelle Ansätze. Der Gesang ist teilweise in deutscher, teilweise in englischer Sprache gehalten und ist dediziert linkspolitisch. Die Lieder beschäftigen sich auf humorvolle und provokante Weise mit Themen wie Massenüberwachung, Flüchtlingsproblematik, Kritik an Kapitalismus und Heteronormativität. Das Booklet ist in englischer Sprache gehalten und gibt einen detaillierten Einblick in den Hintergrund und den historisch-künstlerischen Kontext der Stücke.
Der Untertitel des Albums ist Schmäh und Magic und bezieht sich auf eine Anekdote, die im Booklet erzählt wird. Die Gruppe suchte bei der Band Opus um Genehmigung an, das Lied Lessig ist lässig – eine Hommage an Lawrence Lessig und musikalisch auf "Live Is Life" aufgebaut – veröffentlichen zu dürfen. Opus lehnten mit der Begründung ab, dass das Musikstück "weder Schmäh noch Magic" habe.
Das Album wurde vom Österreichischen Musikfonds und dem SKE Fonds (Soziale & kulturelle Einrichtungen der Austromechana) finanziell unterstützt. Den Vertrieb übernahm das Wiener Label Trost Records.
Liederbeispiele
- Let's Network It Out (Flat Nashville Hierarchy Version) und Tonki Gebauer: Song (Excerpt) wurden ursprünglich als Teil des Projekts "Georg Paul Thomann" aufgenommen. Ersteres ist eine gebrochene Hymne auf das "Networking" in der postkommunistischen Welt.
- Could It Be und Waun i schiaß waren ursprünglich Teil von monochroms Bühnen-Musical Udo 77 (über Udo Proksch), wurden aber im Studio neu aufgenommen. Ersteres ist ein Liebeslied zwischen zwei homosexuellen Subroutinen in einem Computersystem.
- Der Oxo Raster. An Electronical Palimpsest ist eine Reggae-Coverversion des Lieds "Oxo la terre" aus Louis und seine außerirdischen Kohlköpfe von Raymond Lefèvre, das 2001 im Wiener B72 live aufgenommen wurde.
- Hello Lando ist eine Erstveröffentlichung und beschäftigt sich mit Papst Lando, dem für monochrom "unwichtigsten Papst" der Geschichte.
- Lidl-Girl ist ein neuaufgenommenes Pop-Liebeslied über einen Protagonisten, der sich in einer prekären, kreativindustriellen Arbeitssituation befindet und für die geregelten Arbeitsabläufe und -zeiten einer Lidl-Kassiererin schwärmt.

## Artwork
Das Cover zeigt eine Salzlampe, bekannt aus der esoterischen Szene, die auf ein Frottee-Handtuch collagiert ist. In der Presseaussendung zur CD spricht die Salzlampe in erster Person:
I am the old salt lamp that nobody likes. I live a cobwebbed life of dust and debasement stuffed in closets and garages. I go for a measly three bucks at yard sales. And yet I still cling to the dream of someday becoming hip and retro for a few years. So I was very happy when the Vienna-based art group monochrom asked me if I would like to be on the cover of their Greatest Hits album ‘Carefully Selected Moments’.
Beide Objekte stehen für monochrom für die Vergangenheit, ein ironischer Verweis auf den nostalgischen Wert von Kompilationsalben.

## Rezeption
Das Album wurde in Musikzeitschriften und akademischen Publikationen besprochen und analysiert.

## Titelliste
1. Garz (feat. Der Schwimmer) – 4:00
2. Waun i schiaß revisited (feat. Max Of Prey) – 4:48
3. eBay the force (feat. Hans Nieswandt) – 5:20
4. Could It Be – 4:45
5. Der Oxo Raster. An Electronical Palimpsest (feat. Electronič) – 3:15
6. Die wichtigsten Gründe – 4:28
7. Killing Capitalism With Christmas (feat. Gerald Votava and GameJew) – 2:56
8. Flowers (feat. Matthias Kertal) – 1:58
9. Farewell To Overhead (Which Was A Popular School Broadcasting Technique Back In The Old Days) – 5:00
10. Hello Lando – 1:09
11. Lidl-Girl – 5:32
12. Let's Network It Out (Flat Nashville Hierarchy Version) – 3:14
13. myfacespace.com (feat. GameJew) – 6:48
14. Im söbn Boot (feat. Gegenstimmen) – 3:18
15. Die oide Celtic Frost – 2:15
16. Die Moritat von Parati – 5:19
17. Tonki Gebauer: Song (Excerpt) – 9:14